# Li'l Abner

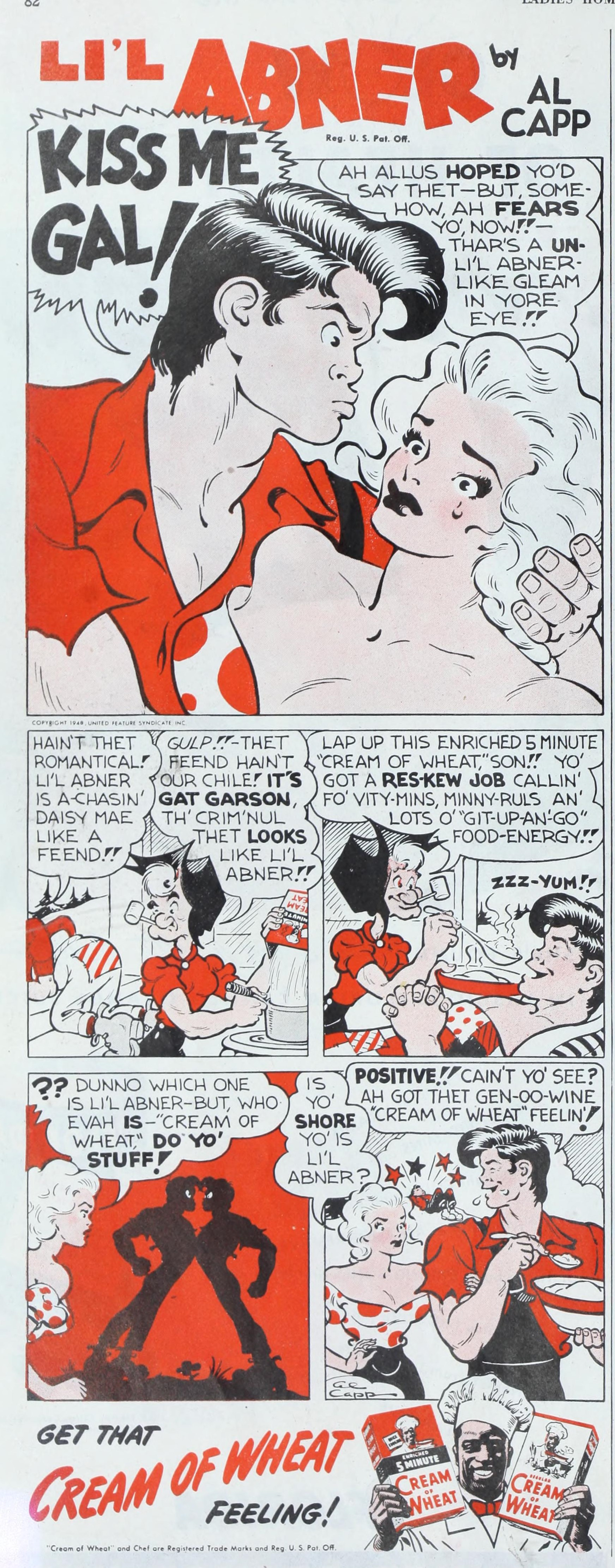
Anuncio de Cream of Wheat (1948).

Li'l Abner es una tira de prensa satírica estadounidense que narra las andanzas de una familia rural en la empobrecida ciudad de Dogpatch (Kentucky). 
Escrita y dibujada por Al Capp, la tira pervivió durante 43 años, desde el 13 de agosto de 1934 hasta el 13 de noviembre de 1977, con distribución de United Feature Syndicate. Leída diariamente por millones de personas, sus personajes y su humor tuvieron mucho importancia cultural. 

## Trayectoria editorial
Según una retrospectiva del cómic argentino, en Hispanoamérica se conoció con el nombre de Sinforoso Peloduro, publicada en Chile en los desaparecidos periódicos La Unión (de Valparaíso) y El Diario Ilustrado (de Santiago).
En España no tuvo mucha suerte. Sólo se publicaron algunos episodios en la revista El Globo de Buru Lan en 1973 hasta la edición en cuadernos monográficos de Eseuve entre 1991 y 1992, que alcanzó los seis números.

## Adaptaciones a otros medios
- Li'l Abner (1940) RKO

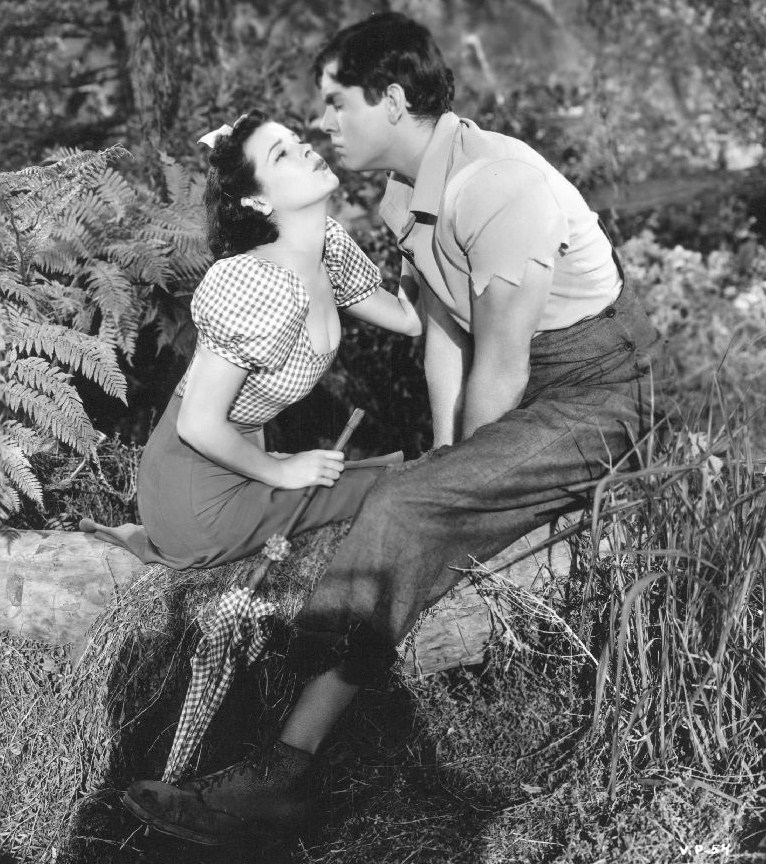
Billie Seward y Jeff York en parte de un fotograma de la película de 1940.

- Kickapoo Joy Juice (1944) Columbia
- Amoozin' but Confoozin' (1944) Columbia
- A Pee-Kool-Yar Sit-Chee-Ay-Shun (1944) Columbia
- Porkuliar Piggy (1944) Columbia
- Sadie Hawkins Day (1944) Columbia
- Fearless Fosdick (1952) NBC-TV (serie) 13 episodios
- Li'l Abner (1959) Paramount
- Li'l Abner (1966) NBC-TV piloto de televisión con Sammy Jackson y Judy Canova
- Li'l Abner (1971) NBC-TV (especial)